# Spaak (wiel)

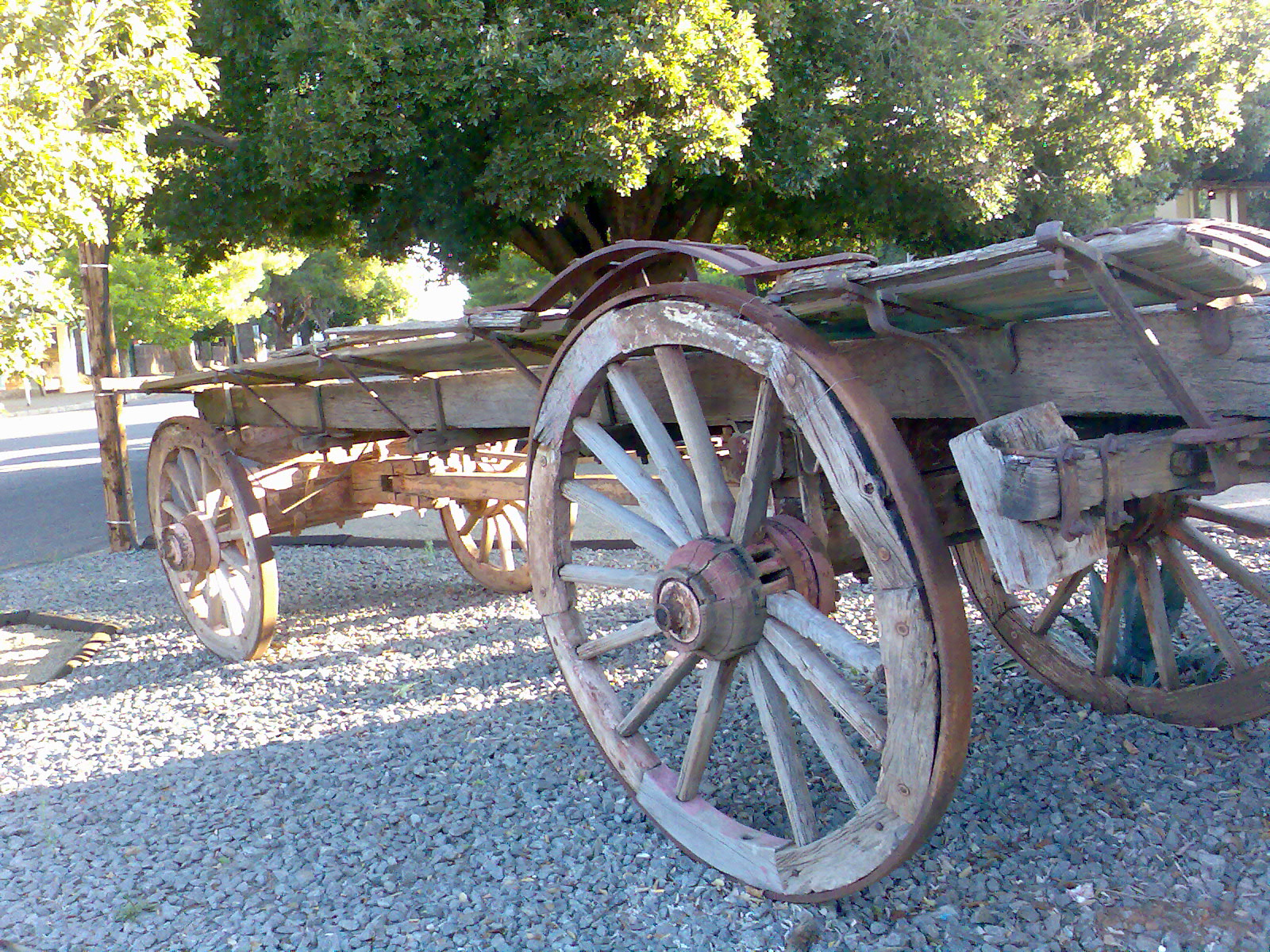
Houten spaken in houten wielen aan een oude kar

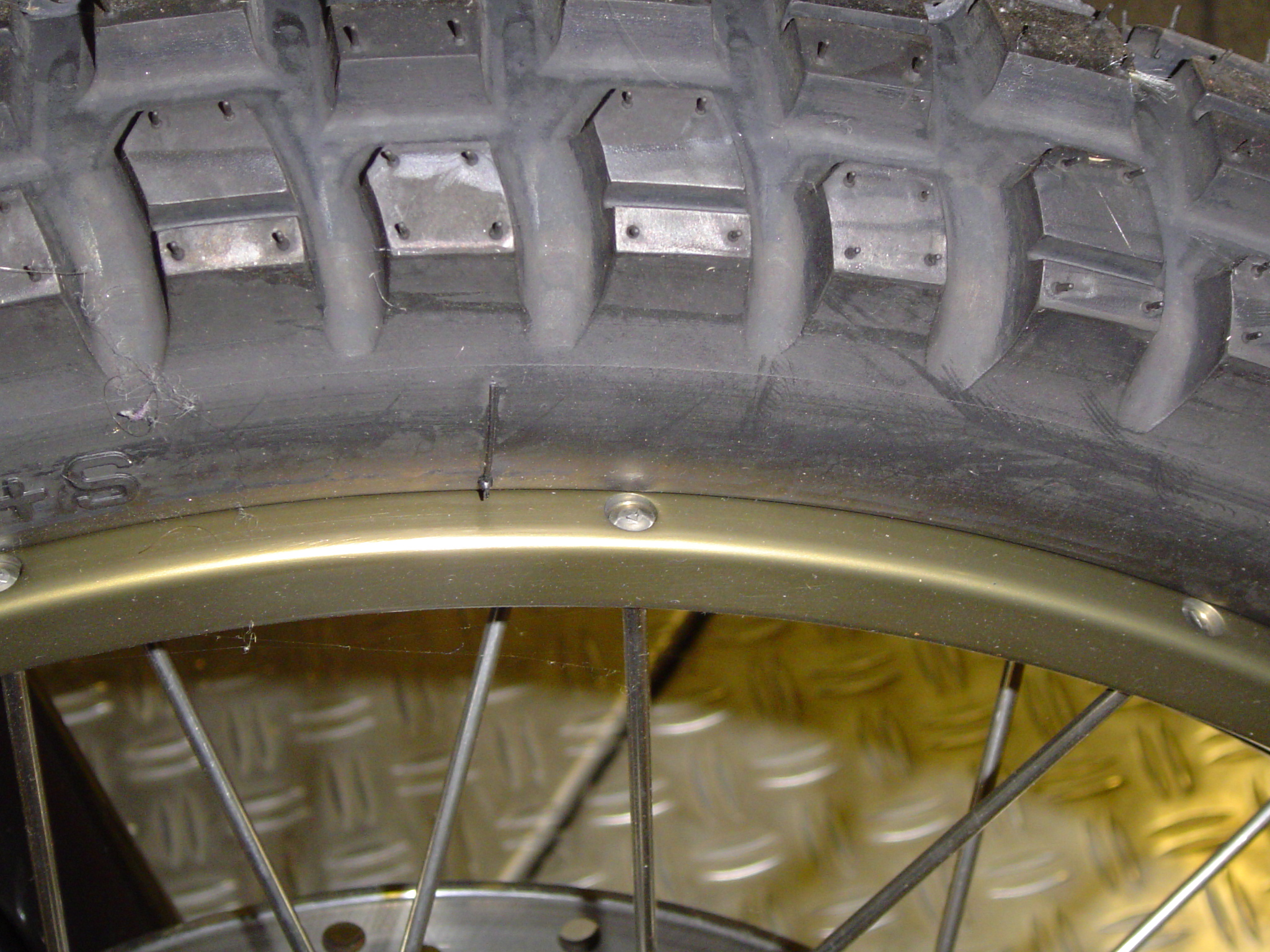
Kruisspaken maken het gebruik van tubelessbanden mogelijk.

Een spaak is een onderdeel van een spaakwiel dat de verbinding vormt tussen de velg en de wielnaaf, het onderdeel in het midden van het wiel waar de as doorheen gaat. Spaken zijn meestal van metaal of kunststof. Om de velg ligt meestal een band van rubber. Vroeger werden wielen gemaakt met spaken en velgen van hout met een ijzeren band om de velg.

## Algemeen
Bij voertuigen met hogere vermogens of met een groot laadvermogen worden spaken bij voorkeur niet toegepast, maar worden bijvoorbeeld schijfwielen gebruikt. Worden toch spaken gebruikt, zoals bij motorfietsen, dan is zowel de plaatsing (kruiselings), de lengte en de spanning van de spaken van cruciaal belang. Een te hoge of ongelijke spaakspanning kan tot spaakbreuk leiden. De afgebroken spaakdelen kunnen een klapband veroorzaken of bekneld raken in de remklauw, waardoor een val bijna onvermijdelijk wordt.
| SWG | inch  | mm    | Stap/gauge (inch) |
| --- | ----- | ----- | ----------------- |
| 10  | 0,128 | 3,251 | 0,012             |
| 11  | 0,116 | 2,946 | 0,012             |
| 12  | 0,104 | 2,642 | 0,012             |
| 13  | 0,092 | 2,337 | 0,012             |
| 14  | 0,080 | 2,032 | 0,008             |
| 15  | 0,072 | 1,829 | 0,008             |
| 16  | 0,064 | 1,626 | 0,008             |
| 17  | 0,056 | 1,422 | 0,008             |
| 18  | 0,048 | 1,219 | 0,008             |

De meest voorkomende spaakvorm is de losse metalen spaak, die door de rand aan de naaf heen gestoken wordt en door een opening in de velg, waarna op het uiteinde een nippel gedraaid wordt. De meeste nippels kunnen zowel op de kop (met een schroevendraaier) als langs de spaak (met een spakenspanner of eventueel een steeksleuteltje) vastgedraaid worden. De spaaklengte wordt aangegeven in millimeters; de dikte met een andere maat: standard wire gauge (S.W.G.). Dit is een oude Britse standaard voor de dikte van draden. Het S.W.G. nr. 10 heeft een dikte van 0,128 inch; dit is 3,251 mm.  De volgende maat nr. 11 wordt met een stapje van 0,012” (=0,305 mm) dunner. Nr. 12 en nr. 13 worden met eenzelfde stapje dunner. Vanaf nr. 14 t/m 18 worden de stapjes kleiner (0,008” = 0,203 mm). De schroefdraad op fietsspaken heeft een tophoek van 60 graden. De spoed is 56 TPI (turns per inch); bij elke omwenteling van de nippel schuift die 0,45 mm op. Dit geldt voor de meest gebruikte spaken nr. 13, nr. 14 en nr. 15; dikkere spaken hebben vaak een grovere draad. De schroefdraad op de spaak is gewoonlijk gerold, d.w.z. het materiaal uit de dalen vormt de toppen; daarom is de schroefdraad het dikste deel van de spaak.
Omdat de spaak door de velg heen steekt, wordt ter bescherming van de binnenband een velglint aangebracht. Dit is een lint dat in de velg ligt en de uiteinden van de spaken afdekt. Ook is bij een dergelijk spaakwiel het gebruik van een tubelessband niet mogelijk, omdat de lucht langs de spaakgaten zou weglekken. Een oplossing hiervoor is door BMW gevonden in de zogenaamde kruisspaken, die in de buitenrand van de velg zitten.

## Geschiedenis
De eerste fietsen hadden houten wielen, die nogal zwaar waren. Om dat gewicht te verminderen, verving men de houten wielen door wielen met een dunnere metalen velg en dunne metalen spaken. Net als voorheen bij de houten spaken werden deze spaken radiaal aangebracht, wat wil zeggen dat elke spaak door de as van het wiel wijst. Toen men echter de spaken dunner maakte en dichter bij de as liet aangrijpen, ontstonden problemen omdat veel spaken braken. Het duurde tot 1874 voor James Starley (Coventry, Verenigd Koninkrijk) met een oplossing kwam.

### Werkingsprincipe van spaken

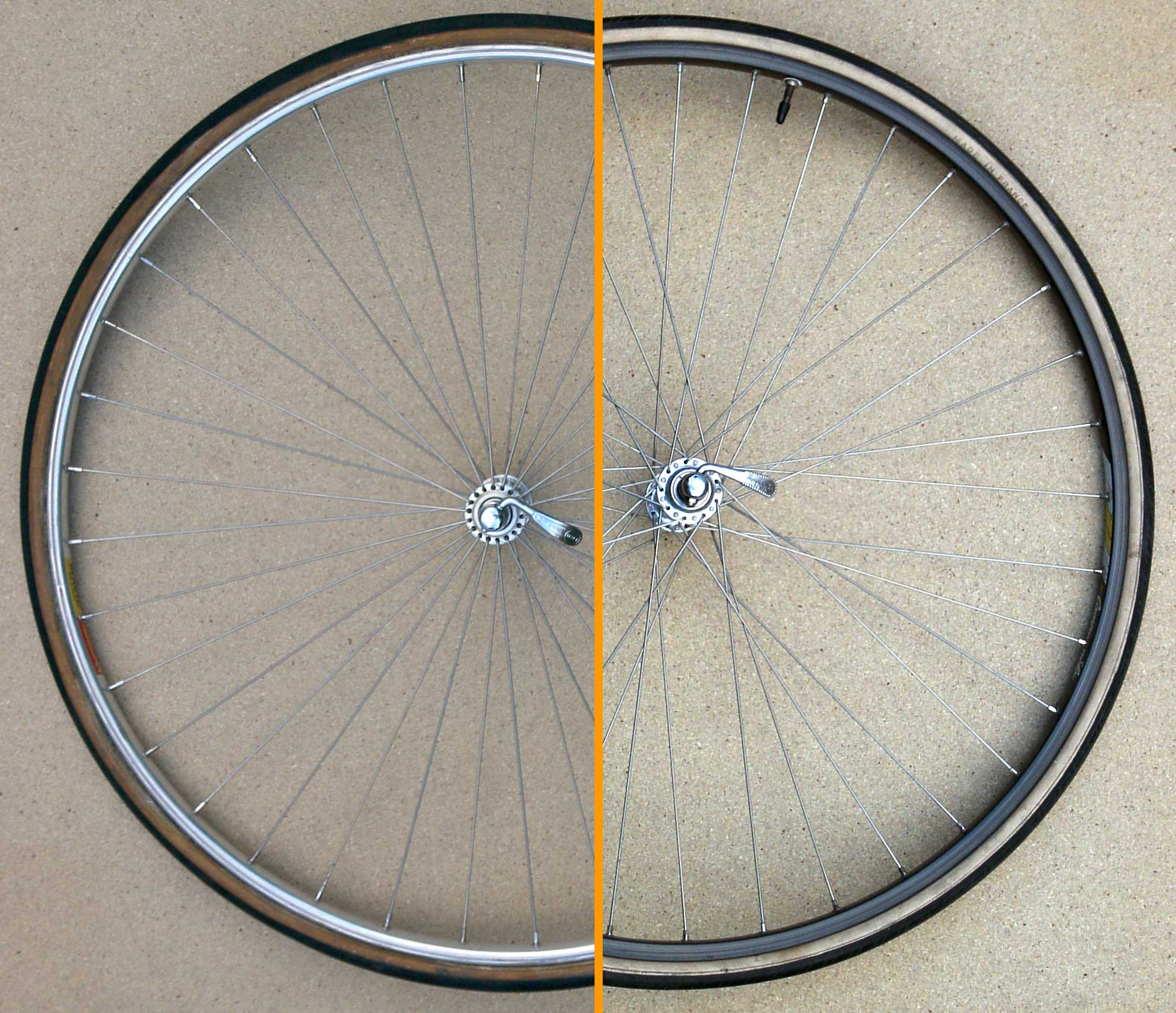
Vergelijking tussen een radiaal gespaakt wiel (links) en een kruislings gespaakt wiel (rechts)

Om een voorwerp te doen draaien, moet er niet alleen een kracht op uitgeoefend worden, maar mag de drager van die kracht (dit wil zeggen, de lijn waarlangs de kracht werkt) niet door de rotatieas gaan. Met andere woorden, de loodrechte afstand van de drager van de kracht tot de rotatieas moet groter zijn dan nul. Deze afstand noemen we de krachtarm en indien deze groter is dan nul zeggen we dat de overeenkomstige kracht een moment uitoefent ten opzichte van die as.
Om het wiel te laten draaien (of af te remmen) via een aandrijving op de as moet er een moment doorgegeven worden van de as naar de velg. Dunne stalen spaken kunnen alleen een kracht uitoefenen in de richting van de spaak. Met dunne spaken, die radiaal ingebouwd zijn (zie linker helft van de foto), kan men geen moment doorgeven naar de velg: de krachtarm is nul. De as begint te draaien maar de velg niet, met als gevolg een hoge buigspanning op de spaken, die daardoor breken.
Voor de oplossing moeten de spaken liefst rakend (tangentieel) aan de bevestigingsschijf vastmaken (zie rechter helft van de foto). Dan is er wel een loodrechte afstand van spaak naar het centrum van de as en kan een kracht in de lengterichting van de spaak zorgen voor een moment ten opzichte van de as. Vanuit een ander standpunt bekeken: als de as een heel klein beetje draait, 1/10e van een graad, dan verplaatst het bevestigingspunt van de spaak bij radiale spaken zich loodrecht op de spaak. De spaak kan dan gewoon een klein beetje draaien rond de bevestiging aan de velg, zonder dat dat bevestigingspunt zich moet verplaatsen. Als de spaken tangentieel bevestigd zijn dan verplaatst het bevestigingspunt aan de as zich in de richting van de spaak en de hele spaak moet ogenblikkelijk mee bewegen.

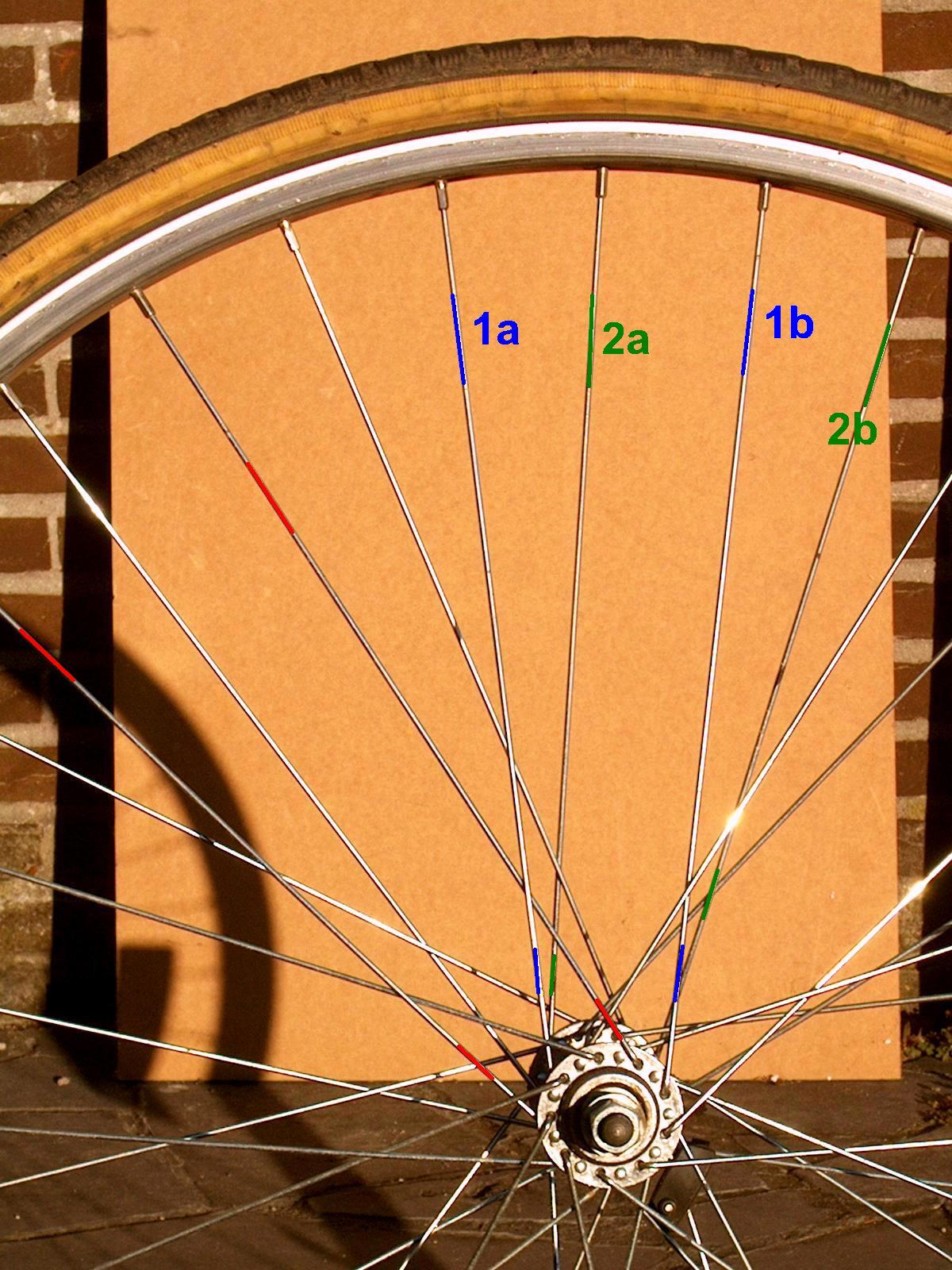
Bevestiging van de spaken

James Starley kwam met het idee om telkens een paar spaken te nemen en die langs elke kant van de as te laten vertrekken. Als men recht op de as kijkt, zoals in de figuur, krijgt men een spaak links (1a) en een spaak rechts (1b), die ongeveer diametraal tegenover elkaar aangrijpen op de as (zie figuur). In rust hangt de as als het ware aan de twee spaken. Als men de as doet draaien, bijvoorbeeld naar rechts, dan zal er aan de rechtse spaak getrokken en op de linkse geduwd worden. Dat duwen zal in de praktijk neerkomen op een vermindering van de spanning vergeleken met die in rust.
Zulk een systeem van twee gelijke maar tegengestelde krachten, zeg maar een duwen en trekken, is ideaal voor het overbrengen van een moment. Men noemt het een koppel (van krachten). Voor een koppel geldt ook dat het effect onafhankelijk is van de plaats waar het koppel aangrijpt. Aan de andere zijde van de spaken oefenen deze een koppel uit op de velg, maar de velg zal draaien rond het punt waarrond hij kan draaien en dat hoeft niet in het midden tussen het koppel te liggen.
Zwaarder uitgevoerde houten of ijzeren spaken kunnen wel zijdelingse krachten opvangen. Die gebruiken dwarskrachten in plaats van trekkrachten: ze buigen niet door of breken niet als er van opzij tegen geduwd wordt. Zij zijn ook zo ingeklemd dat ze niet kunnen draaien rond een eindpunt. Ze kunnen wel een moment overbrengen naar de velg.

### Uitrichten
Een ander voordeel van de tangentieel opgestelde spaken is dat een fietswiel er mooi rond en recht mee kan worden afgesteld. In eerste instantie worden alle spaken (ongeveer) even strak aangedraaid. Dan wordt gemeten of het wiel wel rond is (zonder hoogteslagen), of er geen zijslagen in zitten en of de velg goed gepositioneerd ten opzichte van de naaf staat voor de juiste sporing. Door de juiste spaken extra of minder spanning te geven kan hierop worden gecorrigeerd. De spaken dienen uiteindelijk op de juiste spanning te staan. Als er een spaak breekt geeft dit mogelijk een slag in het wiel en zullen de omliggende spaken extra worden belast, waardoor die mogelijk sneller zullen breken.

## Afbeeldingen

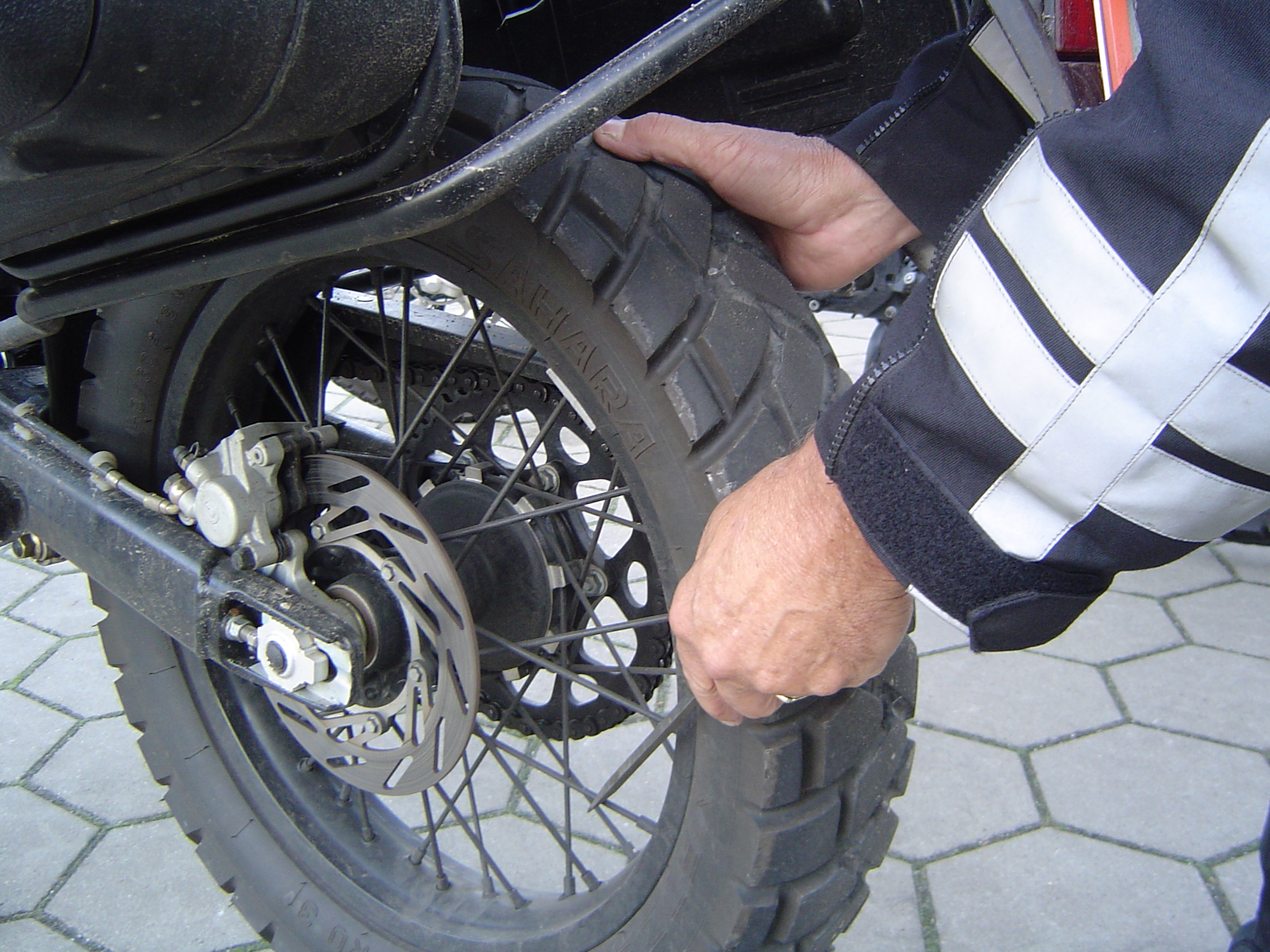
Controleren van de spanning van de spaken van een motorfiets: een afwijkende spanning geeft een afwijkend geluid.
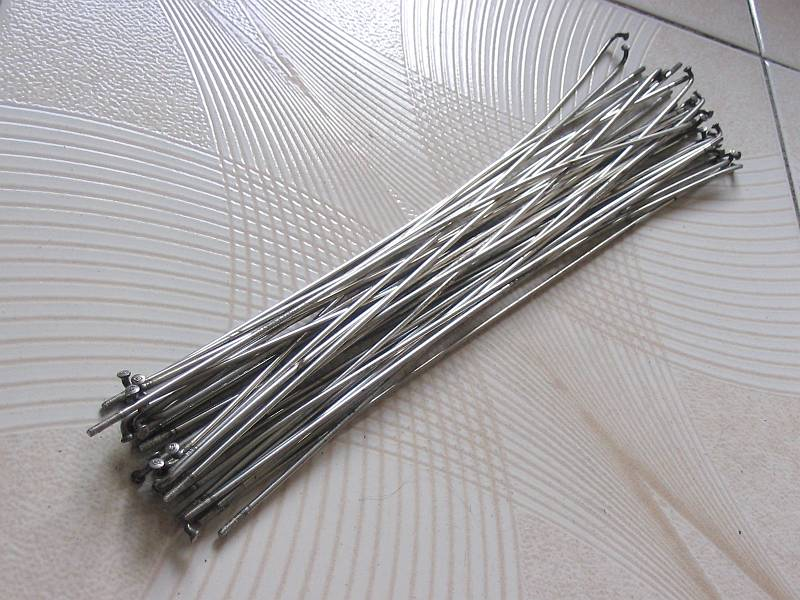
Fietsspaken
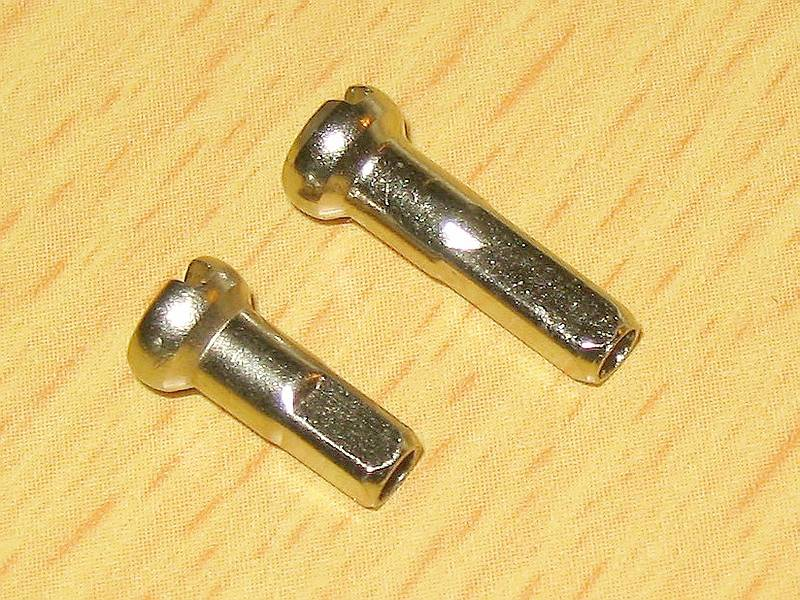
Nippels
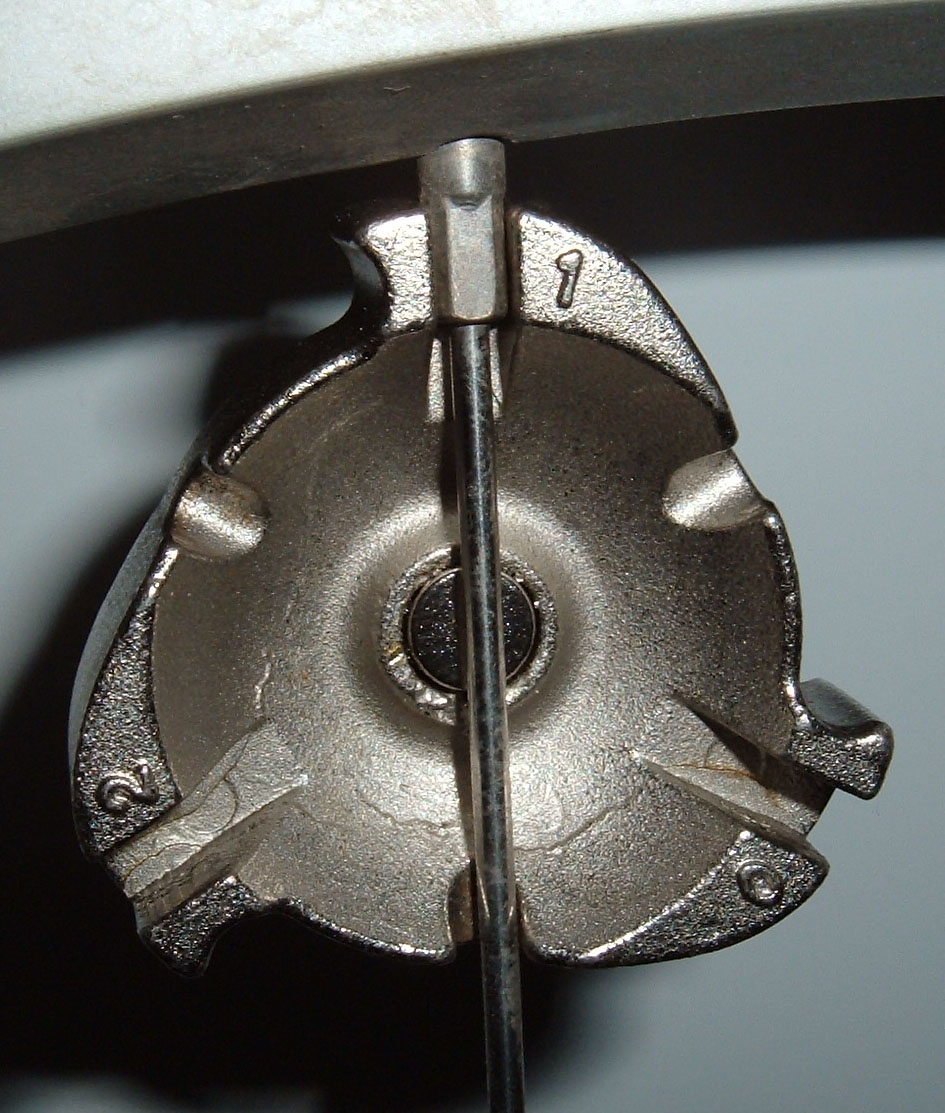
Een nippelsleutel kan de nippels aandraaien.